# Fausto Esparza
Fausto Esparza (* 2. Juni 1974 in Guadalajara) ist ein ehemaliger mexikanischer Radrennfahrer.
Von 2005 bis 2008 fuhr Fausto Esparza für das mexikanische Continental Team Tecos de la Universidad Autónoma de Guadalajara. In seiner ersten Saison wurde er mexikanischer Meister im Einzelzeitfahren und errang bei den Zentralamerika- und Karibikspielen die Goldmedaille im Straßenrennen. Zudem gewann er die Rundfahrt Vuelta Oaxaca. Die UCI America Tour 2006 beendete er in der Endwertung auf dem neunten Rang.

## Palmarès
2006
- Mexikanischer Meister – Einzelzeitfahren
- Vuelta Oaxaca
- Zentralamerika- und Karibikspiele – Straßenrennen

## Teams
- 2005–2008 Tecos